# Figeac
Figeac is een Franse gemeente in de regio Occitanie. Het is met 9.757 inwoners (op 1 januari 2022) de op een na grootste gemeente in het departement Lot. Het is de onderprefectuur van het arrondissement Figeac.
Figeac heeft zich in de middeleeuwen, op het kruispunt van Auvergne, Rouergue en Quercy ontwikkeld tot een van de meest florerende steden uit de regio. Een relatief groot deel van de oude bebouwing is bewaard gebleven; de stad heeft veel oude monumenten.
Figeac is gelegen aan de rivier de Célé, een zijrivier van de Lot.

## Geschiedenis
In 838 liet Pepijn de Eerste, koning van Aquitanië, hier een abdij stichten. De abdij Saint-Sauveur was een dochterabdij van Conques die zich in 1096 aansloot bij de hervorming van Cluny. Om arbeiders aan te trekken, verleenden de monniken vrijheden aan de inwoners van de nieuwe plaats. Figeac groeide rond de abdij Saint-Sauveur en de nabijgelegen kerk Notre-Dame-du-Puy. In de 12e eeuw groeide Figeac als een van de meest florerende steden in de streek. Het werd een koopmansstad op de grote pelgrimsroutes, en al in de 14e eeuw bouwde Figeac zijn muren. Figeac kreeg ook een stadsbestuur bestaande uit verkozen consuls.
De rivaliteit tussen de kooplieden en de abt van Figeac ontspoorde in het midden van de 13e eeuw toen de monniken uit Figeac werden verjaagd. Koning Filips IV van Frankrijk profiteerde hiervan. In 1302 werd hij heer van Figeac en hij installeerde er zijn rechtsmacht met een viguerie, een lagere rechtbank. Ook de nieuwe bedelorden profiteerden van het verval van de abdij. Zij vestigden zich in de loop van de 13e en de 14e eeuw in de buitenwijken van de stad.
Aan de vooravond van de Honderdjarige Oorlog was Figeac een bloeiende stad met zijn abdij, vier parochiekerken, vijf kloosters en zes hospitalen. Maar de oorlog en de pestuitbraken vertraagden de ontwikkeling van Figeac. Quercy lag in het centrum van het conflict en de handel had er duidelijk onder te lijden.

### Vroegmoderne tijd

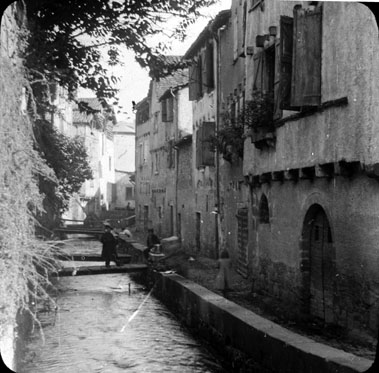
Het oude kanaal, aangelegd in de 13e eeuw en overdekt in de 20e eeuw

Door de ligging van Figeac aan de grote handelsroutes tussen het noorden en de Middellandse Zee volgde tijdens de renaissance echter een opleving van de stad. In 1576 kwam de stad in protestantse handen en de abdij Saint-Sauveur werd verwoest. Rond de kerk Notre-Dame-du-Puy werd door de protestanten een citadel gebouwd om de stad te verdedigen. Figeac werd een van de veiligheidsplaatsen voor de Franse protestanten ingesteld door het Edict van Nantes. Maar in 1622 veroverde het koninklijke leger de stad. In het kader van de Contrareformatie werden kerken en de abdij hersteld en verschenen er nieuwe kloosters. In de loop van de 18e eeuw ontwikkelde Figeac zich verder als administratief en gerechtelijk centrum.

### Moderne tijd
Tot het midden van de 19e eeuw was Figeac een landbouwcentrum zonder veel industrie. Daarna zette de modernisering zich in. De afbraak van de stadsomwallingen, begonnen in de 18e eeuw, werd voltooid. In 1862 werd het treinstation geopend. Met name langs het kanaal ontwikkelde zich een industrie van leerlooierijen en molens. Aan het begin van de 20e eeuw werd de fabriek Ratier geopend. Deze kende haar bloei in de jaren 1930 met de productie van houten propellers voor vliegtuigen. Dit was het begin van de vliegtuigindustrie in Figeac. Ten westen van de stad werd een nieuwe wijk opgetrokken en de eerste villawijken verschenen.
Na de Tweede Wereldoorlog zette de modernisering zich verder. Het oude kanaal werd overdekt en is nu alleen nog te herkennen aan de straatnaam Rue du Canal. De bebouwing verspreidde zich over de vallei naar het noorden en het zuiden.

## Bezienswaardigheden
Figeac heeft veel oude bebouwing. Al in de belle époque (de periode voor de Eerste Wereldoorlog) is een begin gemaakt met het behouden van het cultureel erfgoed, en is het Hôtel de la Monnaie gerestaureerd. Nog steeds is het een van de hoogtepunten in Frankrijk van de middeleeuwse bouwkunst. Met name de zuidgevel toont nog de originele opzet met de arcades. In 1968 werd een deel van de stad als geheel beschermd.
In Figeac is de ontwikkeling van het bouwen van de 12e tot de 14e eeuw goed terug te vinden. De grote huizen (hôtels) van de rijke kooplieden hadden op de begane grond de werkplaats en het magazijn; aan de voorkant de arcades met de etalage. De woonruimte was op de eerste etage, via een smalle wenteltrap te bereiken. De zolders waren meestal droogzolders, voor het drogen van fruit, geverfde stoffen en dergelijke. De versiering van de façades was tot begin 13e eeuw romaans, met bebaarde personages, mythische dieren en gestileerde bladmotieven, zoals te zien op het Maison du Griffon. De erop volgende Franse gotiek kenmerkt zich door de grotere ramen en de sierlijke bladmotieven. De 14e eeuw kenmerkt zich door de luxueuze stenen paleizen van de oligarchie van Figeac (bijvoorbeeld het Hôtel d'Auglanat).
Tijdens de renaissance volgde een nieuwe generatie van huizen; de vensters werden nog groter, de toegangen van de huizen van de gegoede burgers werden monumentale trappen met fijn bewerkte deuren (bijvoorbeeld het Maison de Galiot de Genouillac).
Opvallend is op de Place des Écritures de afbeelding van de steen van Rosetta, gemaakt in zwart graniet door de Amerikaanse kunstenaar Joseph Kosuth. Het is een monument voor het levenswerk van Jean-François Champollion, samen met de bijbehorende ruimtes met een vertaling in het Frans van de tekst op de steen, en een tuin met onder meer papyrus, verwijzend naar het oudste papier waarop geschreven werd. In Figeac bevindt zich het Champollion Museum, dat gewijd is aan de Egyptische kunst.
De Chemin du Puy, de 18 km lange pelgrimsroute tussen Figeac en Montredon, is opgenomen op de Werelderfgoedlijst van de UNESCO.

## Geografie
De oppervlakte van Figeac bedroeg op 1 januari 2022 35,16 vierkante kilometer; de bevolkingsdichtheid was toen 277,5 inwoners per km².
De Célé stroomt door de gemeente.
De onderstaande kaart toont de ligging van Figeac met de belangrijkste infrastructuur en aangrenzende gemeenten.

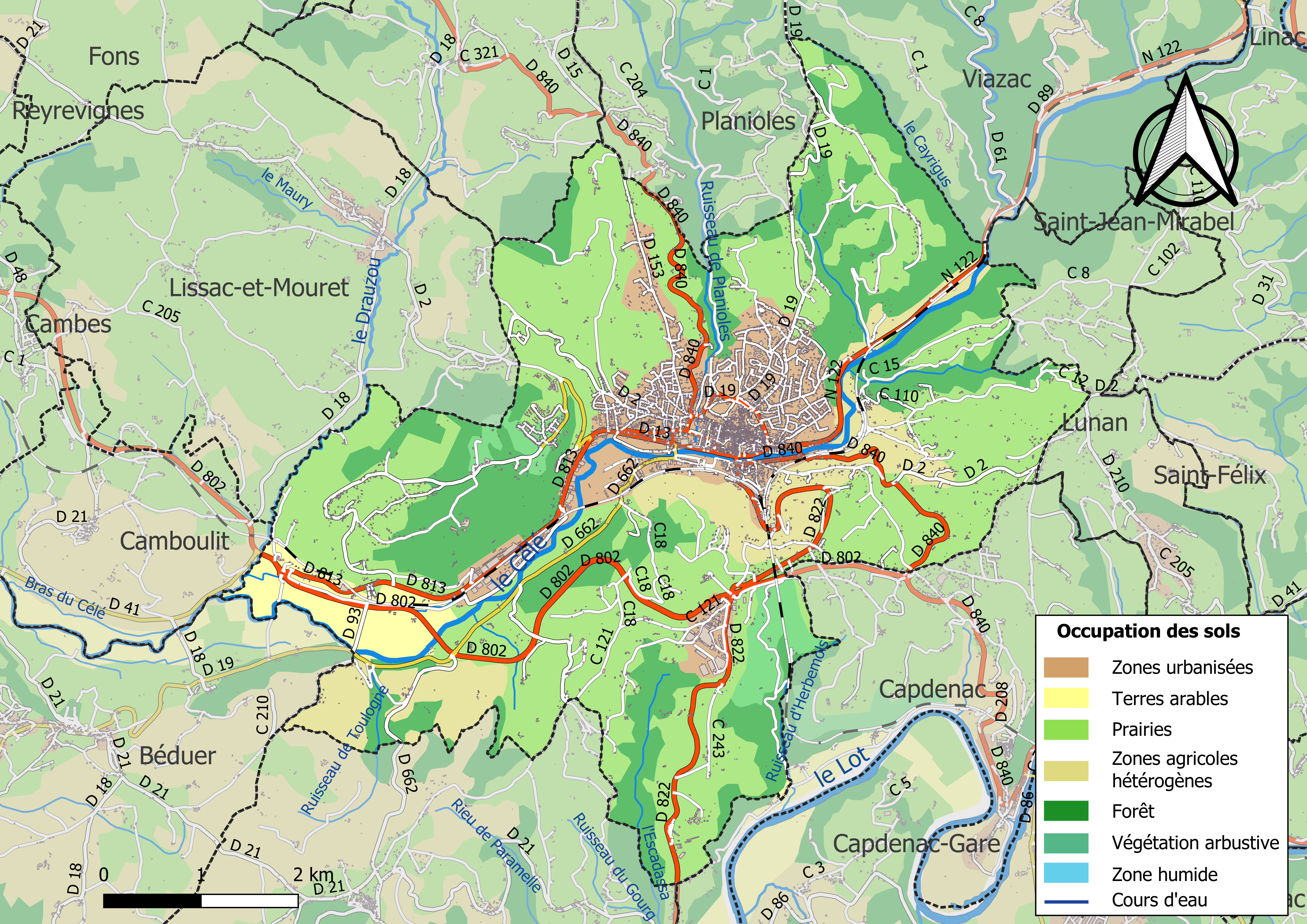

## Verkeer
In de gemeente ligt het spoorwegstation Figeac en de spoortunnel van Figeac.

## Demografie
Onderstaande figuur toont het verloop van het inwonertal (bron: INSEE-tellingen).

## Economie
De economie van Figeac steunt op de voedingsmiddelenindustrie en de aeronautica rond de firma Ratier-Figeac. Verder is Figeac een bestuurlijk en gerechtelijk centrum. Ook het toerisme is belangrijk.

## Geboren
- Louis Siriès (1675-1762), edelsmid
- Jean-François Champollion (1790-1832), egyptoloog
- Victor Delbos (1862-1916), filosoof en historicus
- Charles Boyer (1899-1978), acteur